# Konzert der 1000 Cellisten

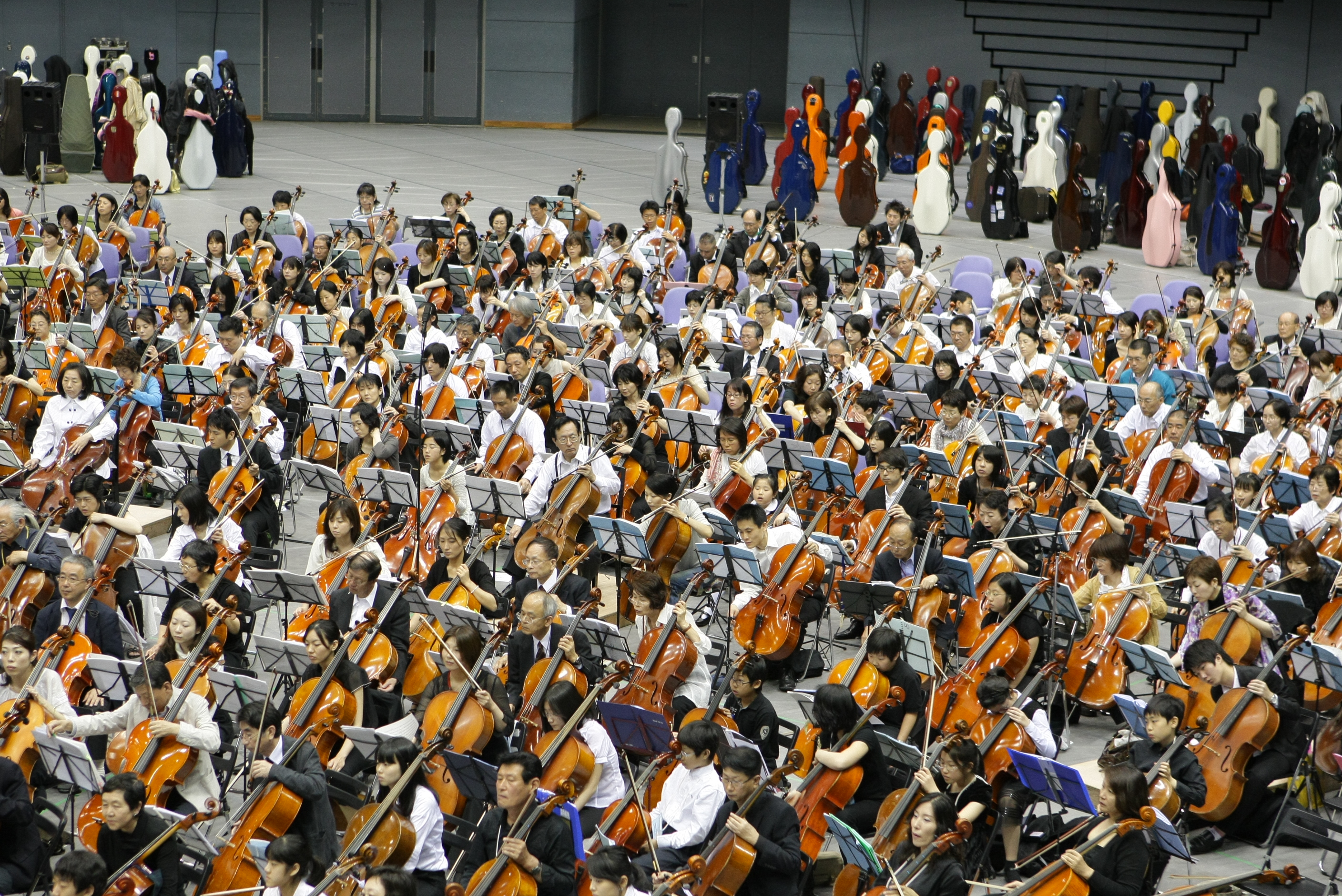
Das 4. Cellokonzert der 1000 Spieler in Hiroshima

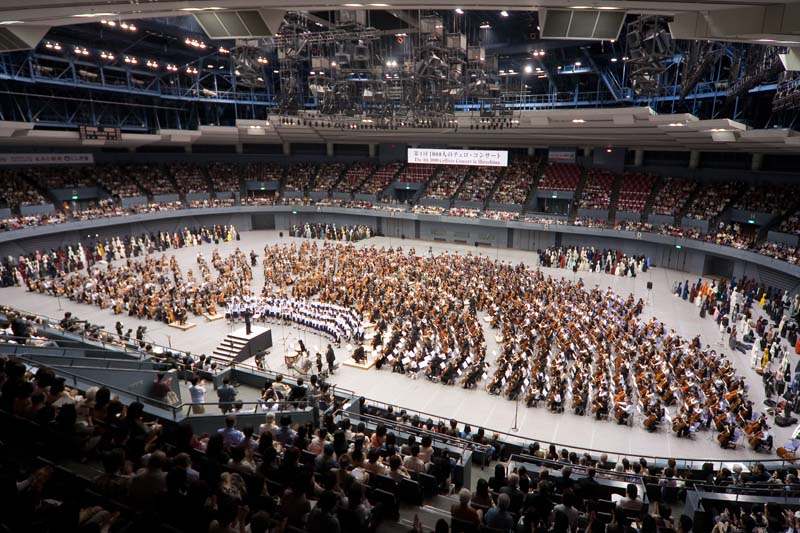
Cellokonzert 2010 in Hiroshima

Das Konzert der 1000 Cellisten (jap. 1000人のチェロ・コンサート, Sennin no Chero Konsāto, kürzer auch 1000人のチェロ, dt. „Die 1000 Cellisten“ oder 1000チェロ, dt. „1000 Celli“) ist eine in unregelmäßigen Abständen von der Non-Profit-Organisation „Verein der Cello-Ensemble“ (NPO法人チェロアンサンブル協会, NPO-Hōjin Chero Ansanburu Kyōkai) organisierte Musikveranstaltung in Japan, die auf das Vorbild und die Anregung der 12 Cellisten der Berliner Philharmoniker zurückgeht.

## Überblick
1972 hatte Rudolf Weinsheimer das erfolgreiche Kammermusik-Ensemble „Die 12 Cellisten“ in Berlin gegründet. Exakt 20 Jahre nach der Gründung des Ensembles näherten sich 1992 zwei bedeutsame Ereignisse: der 750. Jahrestag des Stadtteils Berlin-Zehlendorf, in dem Weinsheimer wohnte, und der 1000. Jahrestag der angrenzenden Stadt Potsdam (1993). Anlässlich der zu erwartenden Feierlichkeiten schlug Weinsheimer dem Bezirksbürgermeister von Zehlendorf vor, 100 Cellisten für ein Konzert zu versammeln. Es gelang Weinsheimer, das gesetzte Ziel zu übertreffen und am 14. Juli 1992 mit 341 (Amateur)-Cellisten vor dem Neuen Palais im Park Sanssouci zu konzertieren. Das Konzert war seinerzeit das erste lediglich mit Cellisten bestrittene Konzert in dieser Größenordnung und es wurde in der Folge auch ins Guinness-Buch der Rekorde aufgenommen.
Vier Jahre nach dieser Aufführung in Potsdam spielten die 12 Cellisten auf einer Konzertreise nach Japan im Kaiserpalast in Tokio wie auch in Kōbe. Nach dem Konzert in Kōbe berichtete Weinsheimer dem Amateur-Cellisten Takumi Matsumoto während eines Restaurantbesuchs vom Konzert der 341 Cellisten in Potsdam und warf die Frage auf, ob es in Tokio nicht möglich wäre, 1000 Cellisten für ein solches Konzert zusammenzubringen. Durch Matsumotos Einsatz gelang es am 29. November 1998 unter der Schirmherrschaft von Norihito Takamado, das Konzert insbesondere auch für die Leidtragenden des Erdbebens von 1995 in Kōbe zu veranstalten. 1014 Profi- wie Amateur-Cellisten wirkten bei diesem Konzert mit. Die Idee, diese Musikveranstaltung regelmäßig zu wiederholen, veranlasste 17 Musiker dazu, am 23. August 2000 den „Internationalen Verein der Cello-Ensemble“ zu gründen. Die Tonaufnahme des Konzertes wurde von vielen professionellen Musikern zur Kenntnis genommen, sodass es u. a. gelang, für die dritte Aufführung dieser Art Mstislaw Leopoldowitsch Rostropowitsch zu gewinnen. Auch das Konzert der 1000 Cellisten wurde ins Guinness-Buch der Rekorde aufgenommen.
Erstes Konzert der 1000 Cellisten
Das erste, unter der Schirmherrschaft des dazu gegründeten Vereins stehende Konzert fand am 29. November 1998 in der „Welt-Gedenk-Halle Kōbe“ (神戸ワールド記念ホール, Kōbe Wārudo Kinen Hōru) als Wohltätigkeitsveranstaltung für den Wiederaufbau nach dem Erdbeben und zum Gedenken an den 25. Todestag von Pablo Casals statt. 3400 Besucher hörten ein Konzert von 1014 Cellisten, die u. a. Saegusa Shigeakis Werk Requiem für Cello uraufführten. Auch Ottomar Browitzky nahm mit vier weiteren Gründungsmitgliedern der 12 Cellisten am Konzert teil. Die Leitung des Konzertes oblag dem Dirigenten Momiyama Kazuaki.
Zweites Konzert der 1000 Cellisten
Auch das zweite Konzert am 29. Juli 2001 fand in der „Welt-Gedenk-Halle Kōbe“ statt. 2400 Besucher erlebten das Konzert von 715 Cellisten, deren jüngster Teilnehmer ein siebenjähriges Kind und deren ältester Teilnehmer 91 Jahre alt war. Wie schon 1995 war Norihito Takamado Schirmherr der Veranstaltung, an der dieses Mal auch der gemischte Chor Kōbe und das Akademie Sinfonieorchester Kansai teilnahmen und unter der Leitung von Kazufumi Yamashita konzertierten.
Drittes Konzert der 1000 Cellisten
Wie beide Male zuvor fand auch das dritte Konzert am 22. Mai 2005 in der „Welt-Gedenk-Halle Kōbe“ unter der Schirmherrschaft von Hisako Takamado, Frau des 2002 verstorbenen Norihito Takamado statt. Erstmals wirkten der japanische und der amerikanische Cello-Verein zusammen. 3006 Besucher erlebten ein Konzert von 1069 Cellisten, das von Rostropowitsch und Naoto Ōtomo dirigiert wurde. Darüber hinaus nahmen folgende bekannte Cellisten teil: David Geringas, Rudolf Weinsheimer, Kō Iwasaki, Tsuyoshi Tsutsumi, Nobuko Yamazaki, Ryūsuke Hori, Yōko Hasegawa u. a. Mit dem Begleitprogramm, das Soloaufführungen und Privatunterricht einschloss, dauerte die Veranstaltung insgesamt über eine Woche.
Viertes Konzert der 1000 Cellisten
Das vierte Konzert fand am 16. Mai 2010 in der „Green Arena“ des „Sports Centers Hiroshima“ (広島県立総合体育館, Hiroshima Kenritsu Sōgō Taiikukan) ebenfalls unter der Schirmherrschaft von Hisako Takamado statt. Mit 823 Cellisten, darunter 72 Cellisten aus 11 weiteren Ländern und mit 4500 Besuchern war es die bislang bestbesuchte Aufführung. Der „NHK-Kinderchor Hiroshima“ (NHK広島児童合唱団, NHK Hiroshima Judō Gasshōdan) und der „gemischte Kinderchor Jupiter Hiroshima“ (広島ジュピター少年少女合唱団, Hiroshima Jūpita Shōnenshōjo Gasshōdan) brachten das Stück Atombombe von Saori Furuya zur Uraufführung. Als Dirigenten fungierten David Geringas und Yūichi Takubō, als Konzertmeister Toshiaki Hayashi. Zudem nahmen folgende bekannte Cellisten teil: Martin Stanzeleit, Sachi Norimoto u. a. Der jüngste teilnehmende Cellist war drei, der älteste 85 Jahre alt.
Fünftes Konzert der 1000 Cellisten
Das bis dato letzte, fünfte Konzert fand am 24. Mai 2015 in der „Xebio Arena“ in Sendai statt. Das Konzert stand unter dem Motto Hilfe für den Wiederaufbau und Seelenfrieden für die Verstorbenen des Tōhoku-Erdbebens 2011. Erstmals war nicht mehr Takumi Matsumoto, der die ersten vier Veranstaltungen leitete, verantwortlich, sondern ein neues Exekutivkomitee. Während der Aufführung wurden Fotografien des Herausgebers und Journalisten Yanagita Kunio (1932–1988) und drei riesige, 5 × 16 m große Gemälde des Malers Kagawa Hiroshige gezeigt. Außerdem nahmen Schulchöre von Oberschulen aus den betroffenen drei Präfekturen Miyagi, Iwate und Fukushima teil. Die Orchesterleitung hatte Sung-Eun Hong inne.